# Nekkar
Nekkar (beta Bootis) is een ster in het sterrenbeeld Ossenhoeder (Boötes).
De ster staat ook bekend als Merez en Meres.